# 吉荣吉瓦水电站
吉荣吉瓦水电站（英語：Kyeeon Kyeewa Hydropower Plant）是一座位于缅甸馬圭省本标镇区的水电站。该水电站由广东省新技术进出口珠海公司承建，于2012年4月下旬落成，可灌溉96000英亩农田，并提供每年7400万千瓦的发电量。